# Акколь (Жамбылская область)
Акколь (каз. Ақкөл) — село в Таласском районе Жамбылской области Казахстана. Административный центр (с 1977 года) Аккольского сельского округа. Аул Акколь возник в 1934 году.
Находится примерно в 38 км к северо-востоку от районного центра, города Каратау. Ближайшая железнодорожная станция — Каратау (в 45 км). Через Акколь проходит автомобильная дорога Тараз — Саудакент. Код КАТО — 316231100.
В 3 км к юго-западу от села расположено одноимённое озеро Акколь. В 13 км к западу находится древнее поселение Акколь — археологический памятник эпохи нижнего палеолита. В 18 км к югу находится стоянка Кызылрысбек эпохи среднего палеолита.

## Население
В 1999 году население села составляло 3103 человека (1586 мужчин и 1517 женщин). По данным переписи 2009 года, в селе проживало 2327 человек (1212 мужчин и 1115 женщин).

### Известные жители
- Сатыбалдин, Азимхан Абилкаирович (р. 1959) — академик НАН РК (2003), Заслуженный деятель Казахстана (1999).